# STS-2
STS-2 (englisch Space Transportation System) ist eine Missionsbezeichnung für das US-amerikanische Space Shuttle Columbia (OV-102) der NASA. Der Start erfolgte am 12. November 1981. Es war die zweite Space-Shuttle-Mission, der zweite Flug der Columbia und die erste Mission, bei der ein wiederverwendbares Raumfahrzeug erneut in den Weltraum gestartet wurde.

## Mannschaft
- Joe Engle (1. Raumflug), Kommandant
- Richard Truly (1. Raumflug), Pilot

STS-2 war die letzte NASA-Mission, die vollständig aus Weltraumneulingen bestand. Dies war zuvor nur bei den Mercuryflügen, bei Gemini 4, Gemini 7, Gemini 8 und bei Skylab 4 der Fall gewesen. Allerdings hatten Joe Engle und Richard Truly bereits im Rahmen des Approach and Landing Tests den Prototyp Enterprise geflogen; zudem hatte Engle in den 1960er Jahren bei drei Testflügen mit der X-15 Höhen über 50 Meilen (etwa 80 Kilometer) erreicht und galt daher zumindest nach der Air-Force-Definition bereits als Raumfahrer. Für spätere Shuttleflüge galt die Regel, dass der Kommandant einer Mission zuvor bereits Weltraumerfahrung (meist als Pilot des Space Shuttles) gesammelt haben musste.

### Ersatzmannschaft
- Thomas Mattingly, Kommandant
- Henry Hartsfield, Pilot

## Vorbereitungen
Die Arbeiten für den zweiten Flug des Space Shuttle begannen am 28. April 1981 mit der Rückkehr des Orbiters Columbia von der Edwards Air Force Base zum Kennedy Space Center (KSC) in Florida auf dem Rücken des Shuttle Carrier Aircraft, einer umgebauten Boeing 747. Am nächsten Tag wurde das Shuttle in die Orbiter Processing Facility (OPF) geschleppt, wo sofort komplexe Untersuchungen des Hitzeschilds und Vorbereitungen für den Einbau der Nutzlast begannen.
Währenddessen begann im benachbarten Vehicle Assembly Building (VAB) der Zusammenbau der beiden Feststoffraketen (SRBs) auf der Startplattform. Am 22. April traf der externe Tank am Raumfahrtzentrum ein und wurde ebenfalls in das VAB gebracht, um dort einem Funktionstest unterzogen zu werden. Es war der letzte weiß lackierte Tank eines Space Shuttle. Nachdem die Prüfungen erfolgreich abgeschlossen waren, wurde der Tank am 30. Juni mit den SRBs verbunden.

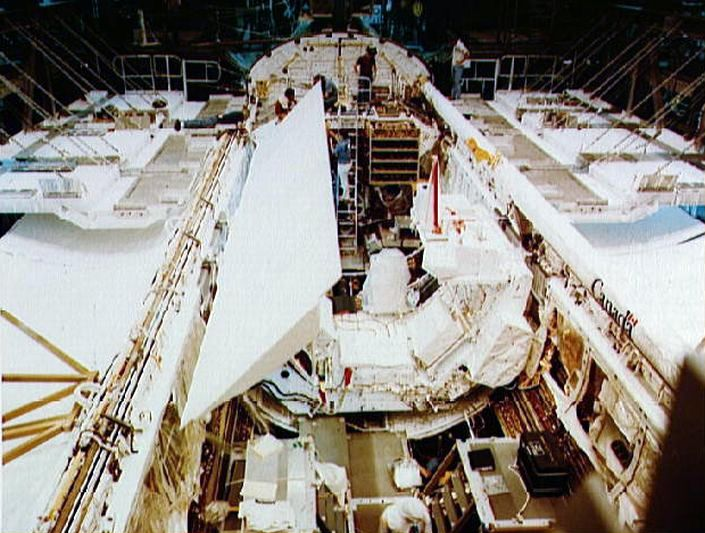
OSTA-1-Palette wird in den Frachtraum montiert

Am 22. April erreichte der in Kanada gefertigte Roboterarm das KSC, um später in die Nutzlastbucht des Orbiters eingebaut zu werden. Außerdem wurde die wissenschaftliche Nutzlast OSTA-1 letzten Tests unterzogen, bevor diese am 1. Juli ebenfalls in den Frachtraum des Orbiters verladen wurde. Schließlich wurde die Columbia am 10. August von der OPF in das VAB überführt, um dort mit dem externen Tank und den SRBs verbunden zu werden.
Das fertig zusammengesetzte Space Shuttle wurde auf seiner Startplattform am 31. August zur Startrampe 39A gefahren, wo die letzten Vorbereitungen durchgeführt wurden. Dabei ereignete sich beim Betanken mit hypergolen Treibstoffen jedoch ein Zwischenfall: Während des Befüllens der vorderen Reaction-Control-System-Tanks mit Stickstofftetroxid traten rund zehn Liter der giftigen Substanz aus und beschädigte Teile des Hitzeschildes. Insgesamt mussten 380 Kacheln ausgetauscht werden. Der Start, der ursprünglich für den 9. Oktober geplant war, wurde auf den 4. November verschoben.

## Missionsverlauf

### Erster Startversuch
Nachdem alle beschädigten Hitzeschutzkacheln ausgetauscht worden waren, begann, drei Tage vor dem Start, der Countdown bei T-72 Stunden. Beim ersten Startversuch am 4. November wurde der Countdown zuerst angehalten, als der Druck im Sauerstofftank einer der drei Brennstoffzellen zu niedrig war. Das Problem konnte schnell gelöst werden. Jedoch wurde kurze Zeit später entdeckt, dass der Öldruck in zwei der drei Auxiliary Power Units (APU), die das Hydrauliksystem des Orbiters antreiben, zu hoch war. Daraufhin wurde der Countdown 31 Sekunden vor dem Start angehalten, um Technikern Zeit zu geben, das Problem zu lösen. Das Wetter verhinderte aber einen späteren Start an diesem Tag. In den darauffolgenden Tagen wurden die Getriebe der APU durchgespült sowie deren Filter ausgetauscht.

### Start
Nun sollte Columbia am 12. November starten, dem 44. Geburtstag des Piloten Richard Truly. Doch zuerst musste noch ein defekter Multiplexer/Demultiplexer ausgetauscht werden, woraufhin sich die Startzeit noch mal um knapp drei Stunden verzögerte, weil das Ersatzteil erst aus dem Boeing-Werk in Palmdale eingeflogen werden musste. Letztendlich hob Columbia um 15:10:00 UTC ab. Das Gesamtstartgewicht betrug 2.027.696 Kilogramm – 5.986 Kilogramm mehr als beim ersten Flug. Vor dieser Mission wurden mehrere Änderungen an der Startplattform und dem Wassersystem am Startkomplex durchgeführt um Beschädigungen an Startgelände und Shuttle-Hitzeschild durch die Druckwelle der SRB vorzubeugen. Die Änderungen waren erfolgreich. Es wurden keine Kacheln des empfindlichen Hitzeschutzes verloren und nur 12 beschädigt.
Der Aufstieg der Columbia verlief ohne Probleme. Pünktlich wurden nach 2:05 Minuten, in einer Höhe von 50,6 Kilometern die SRB abgetrennt. Sie schlugen etwas später im Atlantik auf und konnten, erschwert durch schlechtes Wetter, geborgen werden. Die drei Haupttriebwerke arbeiteten zufriedenstellend. Als sie nach 8:39 Minuten abgeschaltet wurden, hatte das Shuttle eine Höhe von 118 Kilometern sowie eine Geschwindigkeit von 26.669 km/h erreicht. Wenig Zeit später wurde der externe Tank abgeworfen und verglühte in der Erdatmosphäre. Mit zwei Zündungen des Manövriersystems (OMS) bei T+10:40 und T+41:58 Minuten brachten sie die Columbia in den geplanten, 222 Kilometer hohen Orbit. Kurz nach Erreichen des Orbits stieg unerwartet die Öltemperatur von einem der Hydraulikaggregate (APU) an. Deswegen musste die Einheit etwas früher als geplant abgeschaltet werden.

### Im Orbit
Wenig später begannen die beiden Astronauten mit den Vorbereitungen für die Zeit im Orbit. Die beiden ließen unter anderem den nicht mehr benötigten Treibstoff aus den Haupttriebwerken ab und öffneten die Tore der Nutzlastbucht.
Kurz vor Ende des ersten Flugtags trat aber ein Problem auf, das den weiteren Verlauf der Mission stark beeinträchtigte: Eine der drei für die Stromerzeugung und Wasseraufbereitung notwendigen Brennstoffzellen fiel aus. Bereits nach wenigen Stunden hatte die Zelle einen erhöhten pH-Wert angezeigt. Als zwei Stunden später dann die Leistung rapide abfiel, musste sie von den beiden Crewmitgliedern manuell abgeschaltet werden.
Die Dauer der Mission wurde daraufhin von fünf auf drei Tage reduziert und unter anderem die Tests des Roboterarms Canadarm abgesagt. Die Astronauten nutzten jedoch die Zeit ihrer Schlafperiode, ohne Kenntnis der Bodenstation, um den Canadarm trotzdem zu testen.

### Wiedereintritt und Landung
Der Wiedereintritt dieser Mission war der einzige des gesamten Shuttle-Programms, der manuell und nicht vom Autopiloten geflogen wurde. Damit sollte die Stabilität und das Verhalten des Shuttles bei größeren Belastungen geprüft werden. Der erfahrene X-15 Pilot Engle steuerte das Shuttle von Mach 24 bis zur Landung und führte dabei 29 geplante Testmanöver mit seinem Steuerknüppel aus. Die daraus gewonnenen Daten führten zu Verbesserungen der Systeme für spätere Flüge.
Die Columbia setzte schließlich am 14. November 1981 um 21:23 UTC auf der Edwards Air Force Base, Landebahn 23, auf.

### Nach der Landung
Trotz der Verkürzung von fünf auf zwei Tage konnten 90 % der angestrebten Ziele der Mission erreicht werden. Während des Fluges ging keine der Hitzeschutzkacheln des Shuttles verloren, allerdings wurden über ein Dutzend beschädigt. Am 25. November 1981 wurde Columbia mit dem Shuttle Carrier Aircraft wieder zum Kennedy Space Center zurückgeflogen.
Bei diesem Flug wurden erstmals schwere Schäden an den O-Ringen der Feststoffbooster festgestellt. Diese Ringe wurden daraufhin weiteren Tests mit dem dreifachen Druck eines normalen Fluges unterzogen und anschließend als nicht problematisch eingestuft. Dasselbe Problem trat auf 14 weiteren Flügen auf, bis es beim Flug STS-51-L 1986 dann zur Katastrophe kam.

## Nutzlast
Während STS-2 wurde die erste größere wissenschaftliche Nutzlast an Bord des Shuttles transportiert. Dabei handelte es sich um die sogenannte OSTA-1-Nutzlast, eine vom NASA Office of Space and Terrestrial Applications entworfene Palette auf der fünf Erdbeobachtungsexperimente montiert waren:
- Das Shuttle Imaging Radar-A (SIR-A) war das wichtigste Experiment von OSTA-1. Es sendete und empfing Mikrowellen um kartenähnliche Bilder des Erdbodens zu erstellen. Da das Radar seine eigenen Energiequellen nutzt, ist es unabhängig von Tag-Nacht-Wechseln sowie Wolken und Vegetation. Man erhoffte sich mit der Technologie besser Öl- und andere Minerallagerstätten zu lokalisieren. SIR-A konnte für acht Stunden Bilder mit einer Auflösung von 40 Metern erzielen. Die Ziele beschränkten sich vornehmlich auf die Vereinigten Staaten.
- Das Shuttle Multispectral Infrared Radiometer (SMIRR) unterstützte SIR-A, indem es die besten Spektralbänder suchte, die bei der Erkundung von Gesteinsarten hilfreich sein könnten. Dazu wurde ein Infrarotradiometer verwendet.
- Mit dem Feature Identification and Location Experiment (FILE) sollten Techniken gefunden werden, die Erdbeobachtungsexperimente effizienter machen, indem man die Geräte nur dann aktiviert, wenn die Bedingungen ausreichend sind, um Daten zu sammeln. Durch die verschiedenen Stufen von Helligkeit versuchte das Experiment zwischen Vegetation, kahlem Boden, Wasser, Schnee oder Niederschlag zu unterscheiden.
- Bei dem Measurement of Air Pollution From Satellites (MAPS) genannten Versuch wurde die Verschmutzung der mittleren und oberen Atmosphärenschichten durch von Satelliten stammendem Kohlenmonoxid gemessen.
- Das Ocean Color Experiment (OCE) sollte durch die Entdeckung von Algen Fischschulen sowie Meeresverschmutzungen ausfindig machen. Das Experiment wurde vornehmlich über dem östlichen Pazifik und Atlantik verwendet.

Die Experimente wurden auf einer U-förmigen Palette in der Mitte der Nutzlastbucht platziert. Diese Aluminiumstruktur war 3 Meter lang, 4 Meter breit und wog 1218 Kilogramm. Sie wurde von der British Aerospace Corp. gebaut.

## Trivia
Die Crew wurde während ihrer Mission zweimal mit Passagen aus der Muppet Show als Wake-Up-Call geweckt. Beide Grüße stammten dabei aus der Sketch-Reihe „Schweine im Weltall“.